# Tengine
Tengine是一個由淘寶核心系統開發部開發的HTTP伺服器，現時版本為3.1.0。Tengine基於Nginx 1.0.10開發，二者配置兼容。2011年11月29日，Tengine宣佈开源。由于Tengine從Nginx復刻出來后，也不斷從Nginx继承其更新，所以目前的版本兼容Nginx最新版1.8.1的所有特性，亦有HTTP2模块同步于Nginx 1.11.6。據W3Techs的統計，截止2024年6月，Tengine的市場佔有率為0.1%。

## 與Nginx的差異
淘寶的Tengine從原來的Nginx添加了下列各項內容：
- 透過對上传到HTTP后端服务器或FastCGI服务器的請求整流，以及透過增加一致性hash模块、会话保持模块，加上對伺服器的主动健康检查，根据服务器状态而自动加添或減少服务器的实例，大量减少對服务器机器的I/O压力，大大增強其负载均衡能力；
- 支援动态模块加载（DSO）支持，透過把模塊編譯成為可共享程式庫Shared Library（英语：Shared Library），令伺服器增添模块後無需再把整個伺服器程式重新编译[7]；
- CONCAT模塊：受到Apache HTTP Server的modconcat功能啟導，可将对多个CSS、JavaScript文件的访问请求合并成一个请求[2]，以提高壓縮比，減少數據流量；
- 輸入過濾器主體，以更方便地管理在防火牆和事件到HTTP級別之間的連接。
- Sysguard模塊[8]，当伺服器的性能指标（例如响应时间、CPU使用率等）超出设定阈值时，限制用户请求以保护系统。

上列內容主要是從處理請求的效率及擴展性的增潤。這些修正部分已被Nginx接納。

## 主要使用者
- 淘寶網，2018年4月在Alexa排名全球第10位、中國第3位[9]；
- 全球速賣通（Aliexpress.com），2018年4月在Alexa排名第52位、俄羅斯第10位[10]。
- 華文詞源百科網站
- Bilibili彈幕網站
- OSCHINA中文开源技术交流社区
- 香港航空官方網站

## 外部連結
- 官方网站
- GitHub上的tengine頁面
- Launchpad：Tengine Web Server（页面存档备份，存于）